# バミューダトライアングル

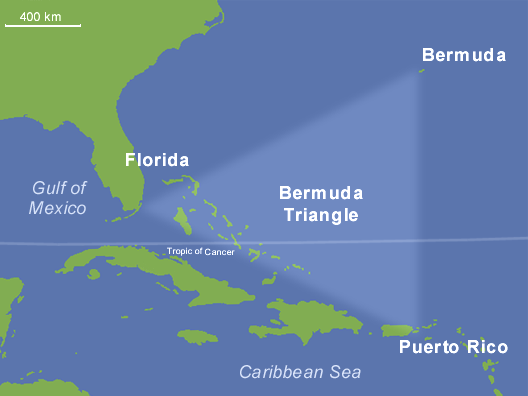
バミューダトライアングルの地図

バミューダトライアングル（英語:Bermuda Triangle、スペイン語:Triángulo de las Bermudas、ポルトガル語:Triângulo das Bermudas）は、フロリダ半島の先端と、大西洋にあるプエルトリコ、バミューダ諸島を結んだ三角形の海域。古くより船や飛行機、もしくは、その乗務員のみが跡かたなく消える事故が多発。科学的に解明できないことで、オカルト、超常現象ネタとして扱われることが多かった。この伝説に基づいて、多くのフィクション小説、映画、漫画などが製作されている。

## 概要
超常現象を取り扱う雑誌や書籍やテレビ番組の報道によると、通過中の船舶や飛行機が突如何の痕跡も残さず消息を絶つ広さ130万k㎡の海域であり、地球上のどこよりも多くの消息不明事件が起きており、多くの事件は原因が解明されているが、解明されなかったケースも多く存在する とされる。消息を絶つ直前にコンパスや計器の異常等の兆候があるとされる。100年以上前から100を超える船や飛行機、1000以上の人が消息不明となっているとされる。「魔の三角地帯（または三角海域、三角水域）」とも呼ばれている。特に1945年12月5日にアメリカ海軍のアヴェンジャー雷撃機5機14名（訓練生13名と教官1名）が訓練飛行中に消息を絶ったフライト19事件（後述）はよく知られる。最近でも2005年6月に、3人を乗せた軽飛行機パイパーPA23が消息を絶ち残骸は発見されなかった。2015年10月には、アメリカの貨物船が消息不明となり、1か月後、船は見つかったものの乗組員は不明のままとなっている。2017年5月には、4人を乗せた小型機MU-2Bの機影がレーダーから消え、原因不明とされている。2024年5月にも大型船が行方不明となっている。最近の科学では、気象に目が向けられ、海上竜巻やハリケーンの可能性や、空間識失調の可能性が指摘されている。

### 遭難を怪事件へ
バミューダトライアングルが魔の三角海域として知れわたったのは、チャールズ・ベルリッツ著書『The Bermuda Triangle』（1974年、日本語題『謎のバミューダ海域』）からである。同書は世界20か国語に翻訳され、総発行部数500万部以上の世界的ベストセラーとなり、この伝説が人々の間に広く知られることとなった。
しかしアリゾナ州立大学図書館の司書であるローレンス・D・クシュは著書『Bermuda triangle mystery solved』（1975年、日本語題『魔の三角海域』）で、ベルリッツが書いた36件中少なくとも23件は事実の誤認・歪曲・誇張・創作によるもの、バミューダトライアングルの伝説は要するに故意に作られたもので、それはまず杜撰な調査に始まり、ついで誤った概念や間違った推理、あるいは人々の興味や関心を煽ろうとする作家・超常現象としての支持者たちによって故意にあるいは無意識的に作られたものに過ぎないと主張しており、以下のような指摘をしている。
「事件」について書かれた記事を引用する際に勝手に内容を改変し、単なる遭難事故を「怪事件」に仕立て上げてしまう例や、関連書籍等で事例として取り上げられた遭難事故の記録が存在しない、完全な作り話である例もあるという。また、ある種の特異な事例（完全な晴天時に乗組員のみが消えてしまうなど）のほとんどは事実を誇張、または歪曲したものであることが分かっている（下記関連書籍参照）。また、下記関連書籍でも調査の結果指摘されているように、バミューダトライアングルの「伝説」が広く知られるようになるにつれ、来福丸転覆事故やシティ・オブ・グラスゴー号遭難事件、ベラ号遭難事件のように大西洋上の異なる海域（数百キロ、あるいは1000キロ以上離れた場所）で起きた事故や遭難もバミューダトライアングルで遭難したかのように語り継がれることが増え、実際にこの地域で起きた事故を遙かに上回る数の遭難が関連付けられることとなった。その結果ますます「伝説」の信憑性が増すという悪循環を引き起こすことになる。
多くの場合はハリケーンなどの悪天候時に起こったものや操縦ミス、計器の確認ミスであり、また船や飛行機などの遭難件数が他の一般的な海域よりも多いという事実はない。この地域はハリケーンや霧の多発地帯として有名であり、また周辺に目印となる島や構造物も無いため遭難しても救助されにくい。特にこの海域は強力なメキシコ湾流が流れており、短時間で航空機や船舶の残骸が遠くに流されるという事も考えられる。

#### フライト19事件
一例として、1945年12月5日にアメリカ海軍のアヴェンジャー雷撃機5機14名（訓練生13名と教官1名）が訓練飛行中に消息を絶った事件について、このエピソードの紹介の際に語られることが多い、「どっちが西かも分からない。何もかもが変だ……方向が掴めない。海さえ普通じゃない」、「白い水に突入」などの隊員の台詞は、実際の通信記録には存在しない。また当日（1945年12月5日）午後7時4分にマイアミ管制塔の管制官が「FT……FT……」という内容の遠い、はるかに遠い、かすかな無電を傍受していて、『FT』はこの消息を絶った5機のコールサインであり、しかも傍受されたのは燃料切れになった筈の時刻から2時間も経っていたとする話もあるが、午後7時半～8時位までは飛行出来るだけの燃料を積んでおり、この時点では燃料切れは起こしておらず、通信記録からこれは訓練生のボッシ少尉（コールサイン：FT3）から飛行教官のテイラー中尉（コールサイン：FT28）への呼びかけであることが分かっている。通信記録からはコンパスが誤作動したことがわかっているが、最新の海洋学者の調査では、活動を停止している火山地帯であるバミューダ島の周辺ではマグマが冷えてできた玄武岩が多く、5000億トンの磁鉄鉱が存在しこれらが、コンパスに影響を与える可能性を指摘している。さらに周辺では海洋条件により、年間約500個の多くの海上竜巻が発生することやハリケーンが発生しやすい地帯であることがわかっているが、当事件では当日そのような記録はない。最新の研究で注目され始めているのが「空間識失調」である。テイラー中尉はコンパスが故障していると発言した通信記録が残されているが、実際は空間識失調に陥っていた可能性が指摘されている。現在でも個人的に捜索活動を続けている人がいるが、メキシコ湾流は非常に流れが速く、発見の見込みはないといわれる。
なお、事件の起こった12月5日はバミューダトライアングルの日とされている。

## 原因仮説
上記捏造説が一般化するまでは様々な説が唱えられたことがあり、現在においても当時の説が繰り返し出版報道されている。それらの主なものは以下のとおりである。

### 天候急変説
海上竜巻やハリケーン説で、周辺海上では年間500個の海上竜巻が観測されている。

### 磁力異常説
磁力の異常により、重力が歪められたとする説。

### ブラックホール説
バミューダ海域には宇宙で見られるようなブラックホールが密かに存在し異世界と通じていて、それに飲み込まれてしまうと戻れなくなるのだろうという説。確かに残骸が残ることはないだろうが、そもそも周囲の海水はおろか大気すらも際限なく吸い込まれてしまうと考えられるため、少なくとも現代の科学で証明できるような証拠は存在していない。

### 宇宙人説（地球外生命体説）
宇宙人がUFOを使い、航空機や船舶そのものや乗客・乗員をさらったという説もUFOブームが起きた1940年代後半以降一時盛んに取り沙汰されていたが、これを証明するような証拠が何もない上に、もし本当に宇宙人やUFOが実存していたとしても、なぜこの場所を選んでさらう必要があるのか証明されていないばかりか、さらわれたはずの航空機の残骸と搭乗員の遺体が発見されるなど、辻褄が合わないことがほとんどである。オーストラリアのムービー・ワールド（ワーナー・ブラザース）のアトラクションで再現されている。

### メタンハイドレート説
リチャード・マッカイバー博士が唱えた説。バミューダ海域には世界でも最大級の暖流が流れ込んでおり、その水温の変化でメタンガスを放出しやすいメタンハイドレートがなんらかの影響をおよぼしたとするもの。
同様の仮説は、オーストラリアのメルボルンにあるモナシュ大学ジョセフ・モナガン教授と学生デヴィッド・メイによっても、2003年9月にアメリカの物理学雑誌 に発表された。
- 船舶の沈没 - 海底に存在するメタンハイドレートが気化してメタンの泡が大量かつ瞬時に発生し、水より密度の低い泡の塊に船が巻き込まれると浮力を失い沈没する。あるいは海中でメタンの爆発が起き、発生した大きな穴に海水と共に船舶が落ち込んでしまうとする説。
- 航空機の墜落 - エンジンがメタンを吸い込み酸欠によって不完全燃焼を起こし、出力低下から揚力を失い墜落する。この現象はエンジンがレシプロ、タービンどちらでも説明可能であり、レーダーやコンパスの異常も、爆発によって電磁波が生じるためだと主張された。
- 航空機や船舶の残骸が発見されない理由 - 海底の土壌に含まれるメタンガスの放出により舞い上がった土砂が、放出が止んだ後で残骸の上に降り積もり覆い隠してしまうため。あるいは、残骸が強い海流によって事故現場から流されてしまうため、現場を捜索しても発見できない。

実際には航空機や船舶の残骸が発見されているほか、メタンハイドレートが発生したことと遭難の因果関係を証明できる事案は1件も確認されていないとの反論がある。

### マイクロバースト説（ダウンバースト説）
冷気の塊が海面に落下しバースト（破裂）したように強風を引き起こす現象によるものという説。これは従来のレーダーに捉えられず、短期間で収まるため、消滅事件の原因として注目された。ただし、ダウンバーストは低空でしか発生しないため、高空を飛行する飛行機で事故が発生する理由としては可能性が低い。
フライト19事件で、テイラー中尉が陥っていたとする説。教官であるテイラーに他の訓練生たちが従ったため、全機行方不明となったとする。

### 次元・時空間移動説
強大な重力および磁力が同時発生した際、空間に裂け目が発出し吸い込まれ、別の次元や時空へと強制移動されてしまうという説。乗組員や残骸等が消失・現出する現象は時空間移動を経たことが要因であるとするもの。物理現象としての具体性や論拠に乏しく、その発生についてもブラックホール説同様に現代の科学で証明できる証拠は存在していない。

### その他
2006年3月16日にフジテレビ系で放送された『奇跡体験!アンビリバボー』内において、「電子雲」なるものが原因ではないかとされる考察が特集されていた。この説はワームホールができることによって、この近辺を飛行する航空機、航行する船舶が「タイムスリップ」することが、残骸を残さず行方不明になる事故を起こしていると考えるものである。なお、電子雲は原子核の「周辺を回っている」としばしば形容される電子が、量子論的には確率的にぼんやりと存在するものであることを比喩的に表現したミクロの世界の用語であり、水蒸気から細かい水滴が発生することで見える通常の雲のようにふわふわとその辺りに浮かんでいるといったようなものではない。
近世以降探検家たちに恐れられた粘りつく海、サルガッソ海は、この海域にあり、海難事故がそれによって起こると考えられる（詳細はサルガッソ海参照のこと）。
30年ほど前に消えた旅客機と戦闘機がまったく同じ状態で中の人間のみがミイラ化、または白骨化した状態で見つかったという奇談もあり、日本のバラエティ番組などで真実であるかのように語られている。これらが作り話であったことは証明済みである（サンチアゴ航空513便事件を参照）。

## 類似の海域

### ドラゴントライアングル
太平洋の、千葉県野島埼、小笠原諸島、グアムを結んだ三角形海域を、チャールズ・バーリッツなどのアメリカの超常現象研究家はバミューダトライアングルになぞらえ、「ドラゴントライアングル」（ないし日本の「魔の海域」）と呼んでいる。これは明神礁での調査船遭難事故や、ヴァリグ・ブラジル航空967便遭難事故がゆがんだ形で海外に伝わったことで発生したものである。

## ブラジルのバミューダトライアングル
1984年、ブラジル、サンパウロ市で発行されている「フォリャ・デ・サンパウロ」（Folha de S.Paulo）新聞は、「ブラジルのバミューダトライアングル」と題する記事を一面張り出して出版した。この三角形はリオデジャネイロ市の中心部のカリオカ広場（Largo de Carioca)付近に存在する三つの巨大高層ビルに囲まれる領域である。これらは政府系企業の本社ビルであり、公費の合法的な無駄遣いが多いことで有名であった。あまりにも巨大すぎる無駄遣いを象徴するために、「ブラジルのバミューダトライアングル」という表現を用いた。この三角形内では、本来の意味のバミューダトライアングルのように飛行機や船は消滅しないが、公費が際限なく消失するという。

## バミューダトライアングルが登場する作品
- ドラえもん　のび太の海底鬼岩城

海底で争う海底人の連邦国家の1つアトランティスが自ら開発した核爆弾に匹敵する兵器「鬼角弾」から国を守るために張ったバリアーが、ちょうどバミューダトライアングルに当たる場所の上空まで突き抜けていたことが飛行機失踪の原因だったということになっている。

## 関連書籍
- ローレンス・D・クシュ（英語版） 『魔の三角海域 その伝説の謎を解く』[10] 角川文庫、1975年[注 1]